# 上州真田武将隊
上州真田武将隊（じょうしゅうさなだぶしょうたい）は、「上州真田」と群馬県沼田市をPRする目的で2016年3月に結成された、沼田市観光協会公式のおもてなし武将隊である。
沼田城城主であった真田信之とその正室の小松姫を筆頭とした真田家や、沼田城築城主である沼田顕泰の息子沼田景義率いる沼田家を中心とした沼田市ゆかりの武将や姫が、歌や踊りなどの演武をもっておもてなし活動を行っている。
2018年1月には、同武将隊による実店舗『上州真田武将隊商い処 松之屋』(沼田市西倉内町594 沼田城址公園内)を構える。

## 概要
2011年から群馬県沼田市を拠点に県内外で地域の町おこし活動を行っていた有志が、地域ゆかりの歴史上の人物を知ってもらうおうと2015年より準備し、2016年の大河ドラマ「真田丸」を契機に上州真田武将隊を立ち上げた。
主な構成員は、沼田市を中心とした県内の劇団員。観光協会の公式とはいえ活動資金の補助等はなく、自らの活動で賄っている。武将は、真田家初代沼田城主である真田信之（信濃上田藩・松代藩の初代藩主）と正室である小松姫、また「日本一の兵」と称賛された信之の実弟真田幸村を中心とする。信之と小松姫の居城であった沼田城跡（沼田公園）をはじめ、県内外の観光施設やイベント会場等へ出陣し、おもてなしや演武（パフォーマンス）、観光PR活動を行う。

## メンバー
- 真田信之

　　　父に真田昌幸、弟に真田幸村を持つ戦国武将。父より利根沼田を託され、真田家による初代沼田城城主となる。しかし、父と弟の陰に隠れ存在感が薄く、また嫁の尻に敷かれているが、性格温厚でそれもまた良しとしている。
- 小松姫

　　　真田信之の正室。徳川家の養女にして、猛将・本多忠勝の娘。良妻賢母な姫として知られるが、男勝りで強気な性格からか、よく”鬼嫁”と揶揄される。しかし、照れくささから本音とは裏腹なことを言ってしまう乙女な一面も。
- 真田幸村

　　　大坂の陣で名を轟かせ、「日ノ本一の兵」と謳われた勇将。正義感が強く熱血で、現世でも兄・信之を支えんと尽力するが、熱くなるとその勢いで周囲をはらはらさせる。
- 真田昌幸

　　　信之と幸村の父で、戦国屈指の知将。伊香保温泉の整備を担い、石段街は現在までその形を残すなど手腕を発揮する。その反面、現世では能天気で助平（すけべ）なため、小松姫から度々制裁を受ける。
- お初

　　　伊賀の忍びとして育てられ、小松姫に仕えているお付きのくノ一。小松姫とは幼馴染で、姫が真田家に輿入れする際、共に真田家の一員となった。常にニコニコとおっとりした性格だが、いざという時の機敏さは別人。
- かがり花

　　　小松姫の侍女で幼馴染。巨漢を凌ぐ大力で、昌幸の使者の腕を握り潰すなど、おぞましい逸話を持つ。小松姫の有名な沼田御守城の影に彼女あり。オラオラ口調で性格は男気に溢れている。
- おちょぼ

　　　小松姫の侍女。父が真田家に謀反を起こし、居場所がなくなったところを小松姫に救われた。両祖父に真田家最強の武将・真田頼綱、新当流で剣術の達人の海野輝幸を持つ。侍女の中では妹的な存在。
- 鈴木右近忠重

　　　昌幸、次いで信之の家臣。名胡桃城主の鈴木主水の子で、柳生宗章・柳生宗厳に剣を学ぶ剣豪。うさぎ耳のような髪留めが特徴。真田家を粛々と狙う沼田景義を警戒している。
- 沼田平八郎景義

　　　沼田城築城主の息子で、沼田氏最後の猛将。”摩利支天の再来”と恐れられたが、悲運な最期を遂げる。武将隊の名を「上州”沼田”武将隊」に変える野望を持ち、真田家に対しよく毒づく。
- 円珠姫

　　　沼田景義の母に仕えた侍女。和歌を詠ませたら右に出る者はなく、当時の天皇に一目置かれたほどという。沼田景義を影から操っているという噂も

## コラボレーション
- 【上州真田】信之・小松姫プロジェクト
群馬県沼田市で小松姫を中心とした観光振興活動を行っている「信之・小松姫プロジェクト」がある。同プロジェクトの一環として、甲冑演武などを担う形で「上州真田武将隊」が立ち上げられた経緯があり、当初はプロジェクト名義でメディアに紹介されたこともあった[1]。現在は別団体として運営されているが、松之屋をはじめとする一部の関係者・活動内容において重なりがある。

## 派生グループ
- 戦国茶屋娘

　　小松姫侍女である"おちょぼ"がリーダーとなり、沼田市初のご当地アイドルユニット「上州真田武将隊　戦国茶屋娘」を結成。
　　地元の武将にゆかりのあるキャラクターとして、アイドルという方向から沼田市の魅力をPRするグループである。
- 姫華衆KAZANE

　　利根沼田を中心に、上州(群馬県)の魅力を発信するため結成された。
　　上州真田武将隊より、竹林院、お初、円珠姫の３人で構成。

## 歌唱曲
緋色の刃
作詞：志賀穂奈美　作編曲：OMJ（Molly Mole Studio） 歌：志賀穂奈美　Guitar Solo：松井"ジャーマンJr."俊大
戦風 ～そよかぜ～
作詞：志賀穂奈美　作編曲：OMJ（Molly Mole Studio） 歌：志賀穂奈美
YO・I・SA!
作詞：上州真田武将隊姫君衆　作編曲：OMJ（Molly Mole Studio） 歌：小松姫・山手殿・円珠姫・お初・かがり花

## イベント出演
参照URL(上州真田武将隊公式ホームページ)
https://www.josyu-sanada.com/shutsujin

## ギャラリー

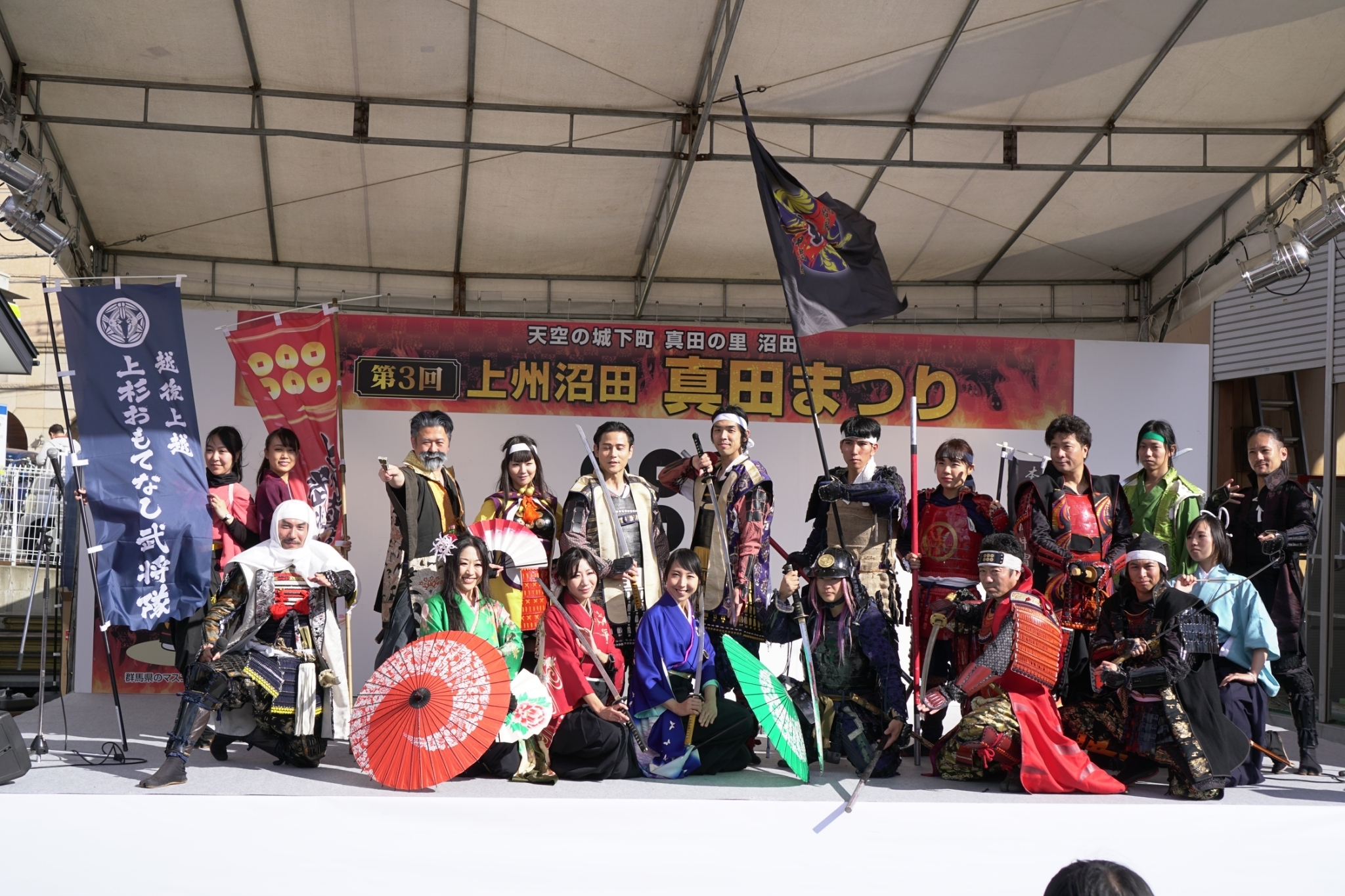
上州沼田真田まつり
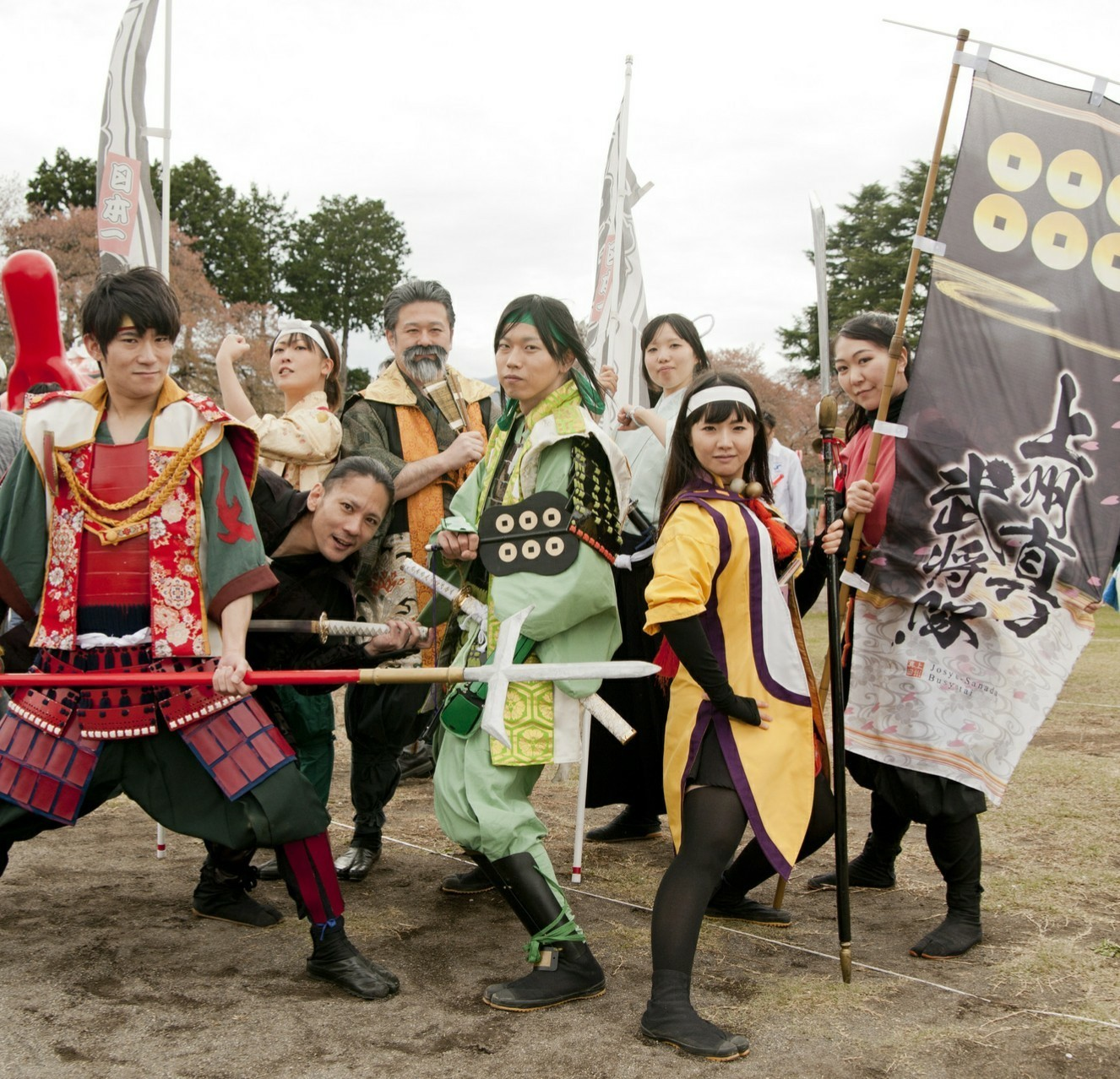
沼田公園桜まつり
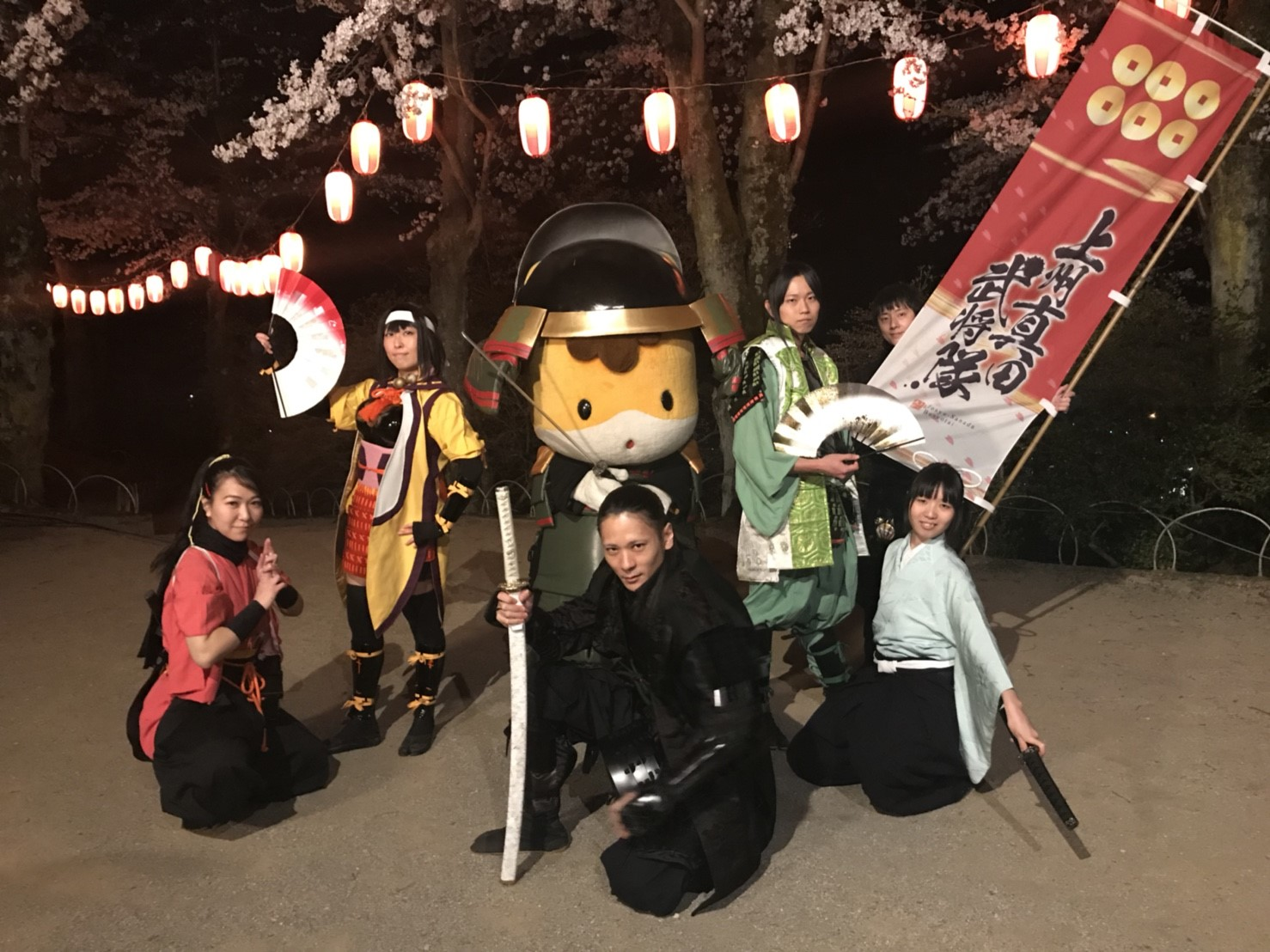
NHKほっとぐんま出演
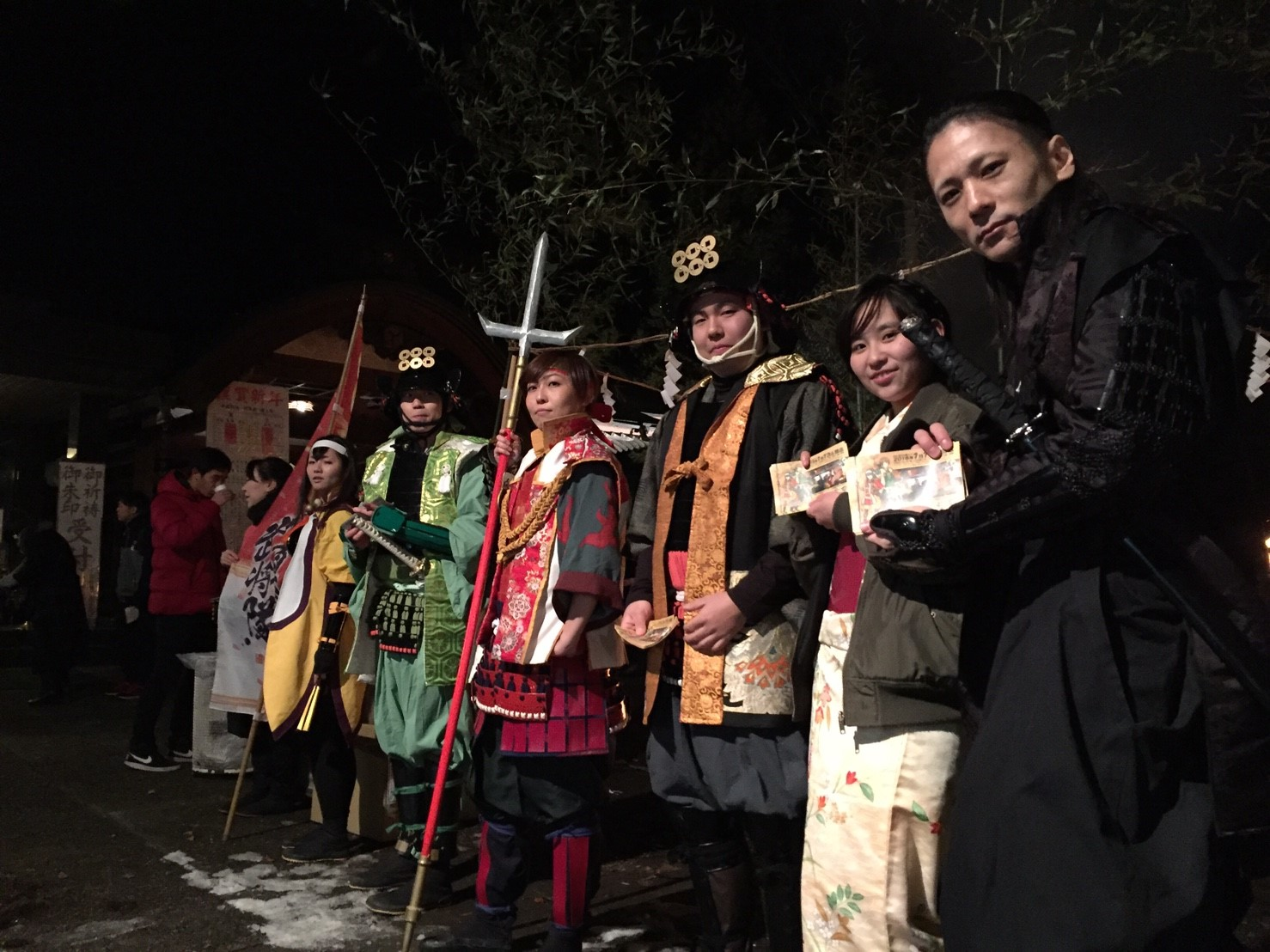
年越し榛名神社
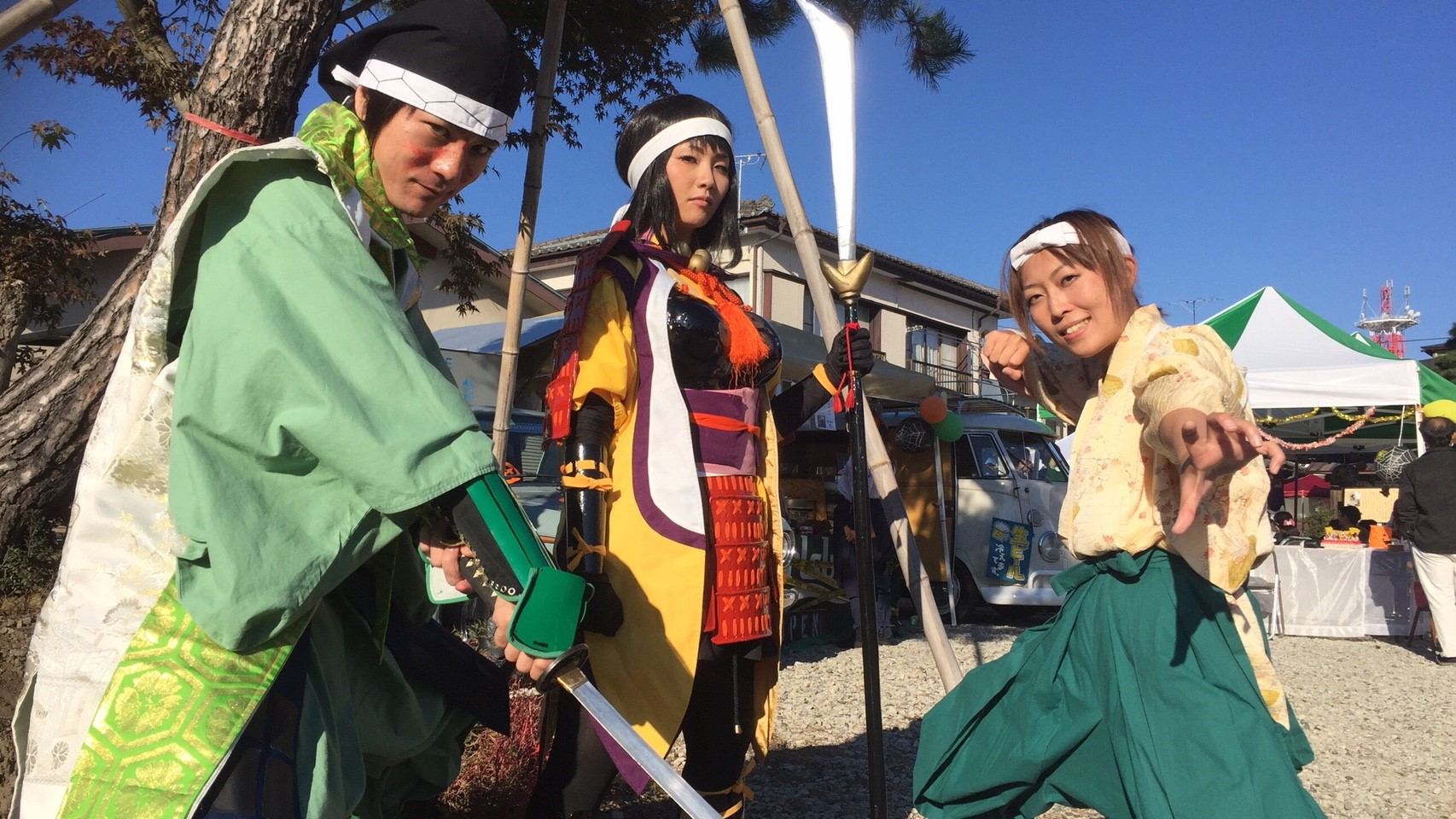
金剛院ハロウィンパーティ
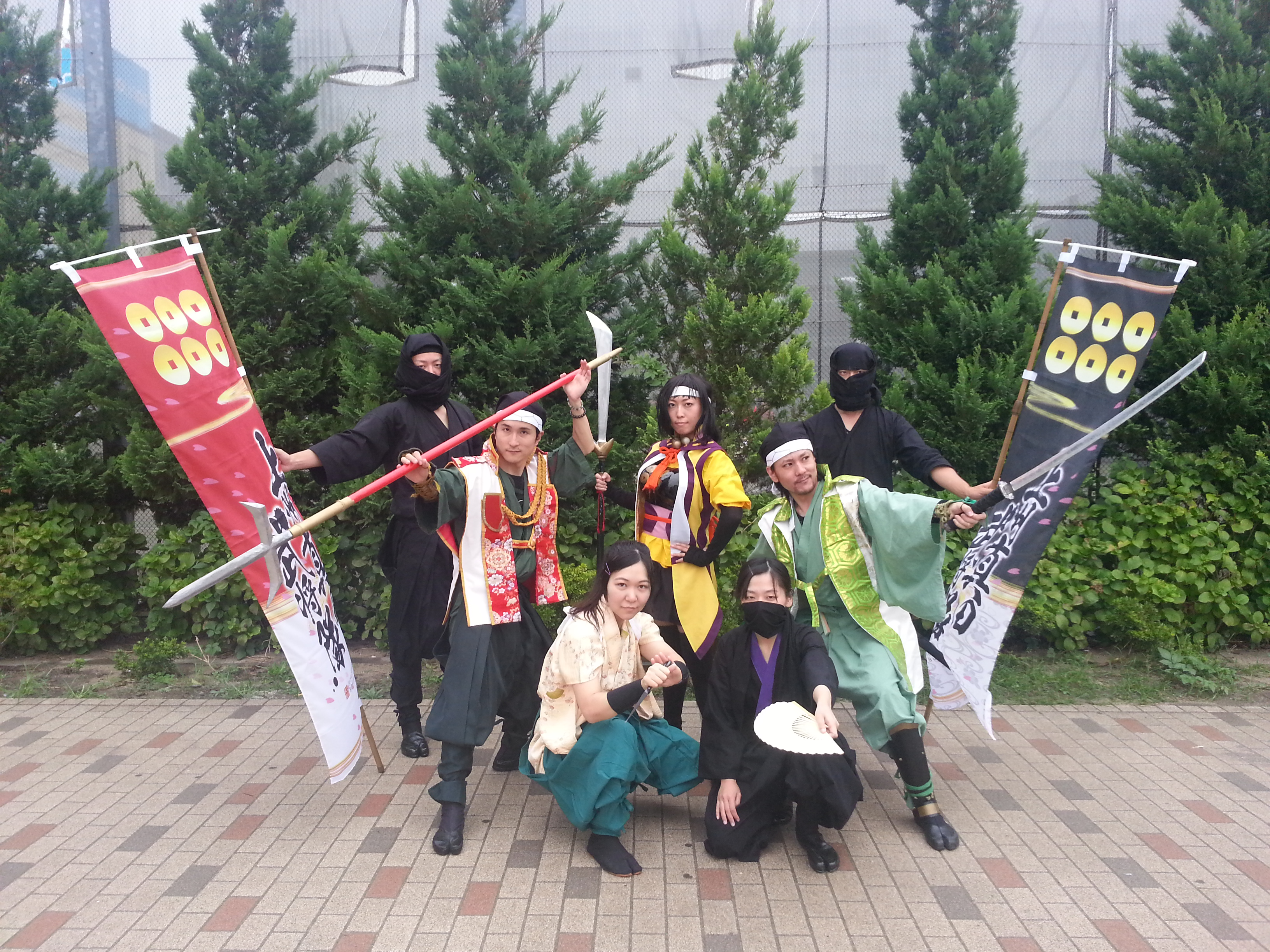
すみだSAMURAIフェス

## 上州真田武将隊 SNS
- 上州真田武将隊 - 公式ホームページ
- 上州真田信之・小松姫プロジェクト
- 我ら上州真田武将隊！ - Ameba Blog
- 上州真田武将隊【公式】 (@josyusanada) - X（旧Twitter）
- 上州真田武将隊 (josyusanada) - Facebook
- 上州真田武将隊 (@josyu_sanada) - Instagram
- GUNMA 上州真田武将隊 - YouTubeチャンネル